# M字カーブ

OECD各国の女性の労働参加率（2020年）

OECD各国の男性の労働参加率（2020年）

M字カーブ（えむじかーぶ）とは、労働分野において、女性の年齢階級別の労働力率を示す指標を表す語である。グラフ化した時のその形がアルファベットの「M」の字の形に似た曲線を描くことから名付けられた。
女性の年齢階級別の労働力率（15歳以上の人口に占める働く人の割合）をグラフで表すと、学校卒業後20歳代でピークに達し、その後、30歳代の出産・育児期に落ち込み、子育てが一段落した40歳代で再上昇する。これをグラフに表すと、アルファベットの「M」に似た曲線を描く傾向が見られる。「M字カーブ」とはこのグラフの形態を指し、女性の就業状況の特徴を表している。
M字カーブと呼ばれる現象は、日本のほか、韓国においてもよりM字の底が深い特徴的な現象を示しているが、欧米諸国では見られない。

## 日本における状況
2015年（平成27年）の女性の労働力率を年齢階級別にみると、「25～29歳」（80.3%）と「45～49歳」（77.5%）を左右のピークとし、「30～34歳」（71.2%）を底とするM字型カーブを描いている。1976年（昭和51年）からの変化を見ると、現在も「M字カーブ」を描いているものの、そのカーブの底は以前に比べて浅くなっている。浅くなった理由として、有配偶者の労働力率が上昇してきたことがあげられる。
M字の底となる年齢階級も上昇している。昭和51年は「25～29歳」（44.3%）がM字の底となっていたが、25～29歳の労働力率は次第に上がり、平成28年では81.7%と、年齢階級別で最も高くなっている。M字の底は昭和54年に「25～29歳」から「30～34歳」に移動し、平成20年には「35～39歳」へと移動した。平成27年に僅差で再び「30～34歳」に戻ったものの、平成28年は再度「35～39歳」となっている。